# Reserva natural integral do Monte Nimba
O Monte Nimba, localizado na fronteira entre a Guiné, a Libéria e a Costa do Marfim, com uma altitude de 1752 metros, é coberto por florestas densas, tendo no seu sopé pastagens de montanha. Estes habitates são especialmente ricos em flora and fauna, com várias espécies endémicas, como o sapo vivíparo e chimpanzés que usam pedras como instrumentos.
A Reserva natural integral do Monte Nimba foi declarada em 1943 na Costa do Marfim e em 1944 na Guiné. O sector guineense foi internacionalmente reconhecido como Reserva da Biosfera em 1980 e, em 1981, foi inscrito pela UNESCO na lista dos locais que são Património da Humanidade; o sítio foi alargado em 1982 para incluir o sector marfinense. Contígua a estas reservas, a da Libéria foi já proposta para ser igualmente incluída.
A reserva natural do lado guineense tem 13 mil hectares, enquanto que a marfinense tem 5000. A Reserva da biosfera (Guiné) tem 17 mil hectares.
No entanto, a reserva foi inscrita em 1992 na Lista do Património Mundial em Perigo como resultado de dois factores: a proposta de concessão de uma mina de ferro a um consórcio internacional e a instalação de um grande número de refugiados na parte guineense do monte. Apesar do governo da Guiné ter criado um "Centro de Gestão do Ambiente do Monte Nimba" e de se terem redefinido os limites da zona, em 1999 continuava ainda de pé o projecto da mina, embora fora da região protegida e tendo, tanto o governo, como os investidores, assegurado à comunidade internacional de que farão todos os esforços para manter a integridade ecológica do local.